# Mydaea obscurella
Mydaea obscurella är en tvåvingeart som beskrevs av Malloch 1921. Mydaea obscurella ingår i släktet Mydaea och familjen husflugor. Arten är reproducerande i Sverige. Inga underarter finns listade i Catalogue of Life.